# 検電器
検電器（けんでんき）は、その部位が電気を帯びているか否かを判別する行為（検電）に用いる電気計測器である。

## 概要
電線路や電気機器の点検作業を行うに当たっては、その作業部位が電気を帯びているか否かによって作業の危険度が大きく異なる。一般に電気工事に際しては供給している電気を停止させてから行われる。検電は、その停止状態を確認する行為である。なお、やむを得ず電気を停止させずに行う作業を活線作業（かっせんさぎょう）という。

## 原理

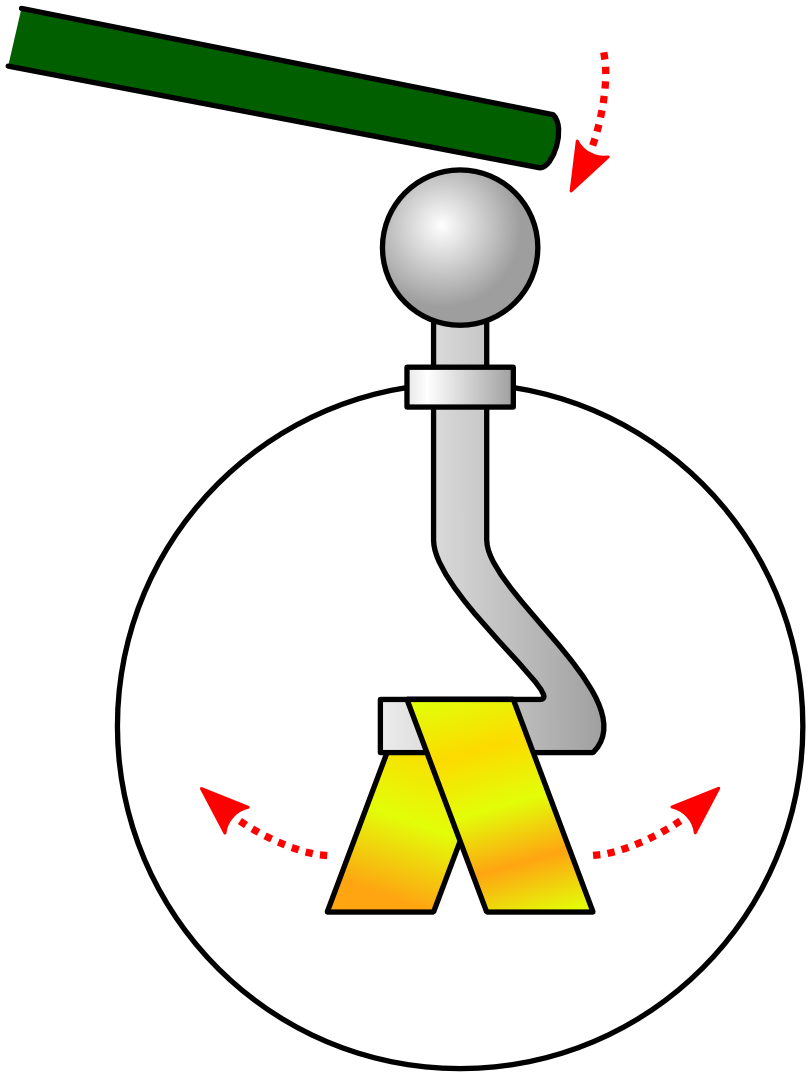
はく検電器
帯電棒（緑）を接近させると容器内の金属はく（黄）が開く

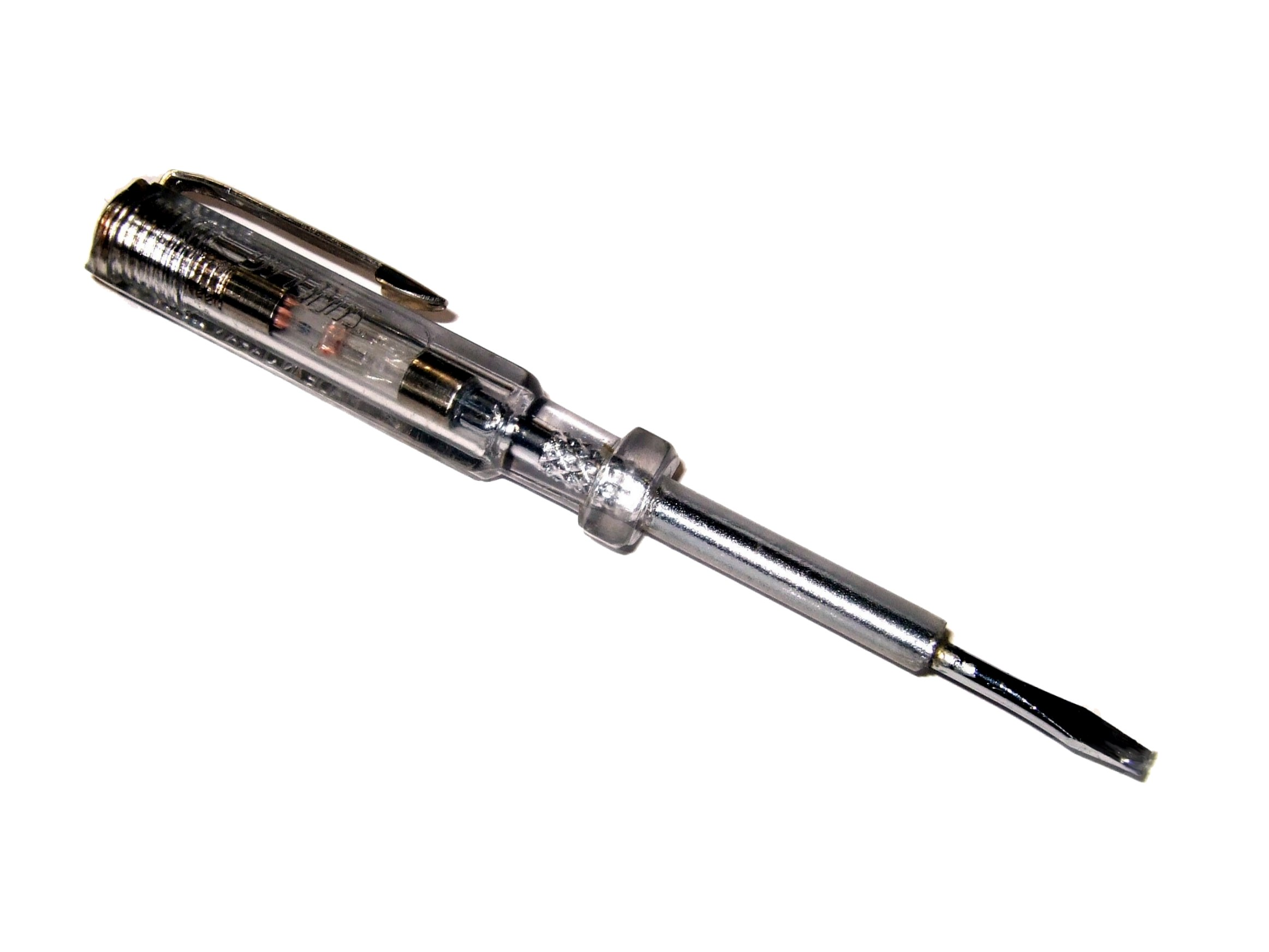
検電ドライバー
透明な柄にネオン式検電器が内蔵されている

検電器は原理によって以下の種類に分類される。
はく検電器
平行する2枚の薄い金属はく（箔）を透明な容器内に収めたもの。電気を帯びた部位（充電部位）に接近させると、2枚のはくに同方向の電荷が帯電し、はく同士は反発し合う。原理上、電源は不要。
静電気の検出用として、現在では専ら研究用として利用されている。構造が簡単で、静電気学習の一環としてはく検電器を自作する教育も行われている。
かつては空気中での電離放射線の検出にも使われた。
ネオン式検電器
充電部位に接近させるとネオン管（ネオンランプ）が発光する。原理上、電源は不要。
明るい場所ではネオン管による光は判別が難しく、外光を遮るかさを付けた製品もある。
風車式検電器
充電部位に接近させると車輪が回転する。原理上、電源は不要。
電子式検電器
充電部位に接近させるとランプが点灯し、ブザーを吹鳴する。原理上、電源が必要。
光と音という2要素によって検電確認を行うため、安全度が高い。
検電器は低圧電線路用ではネオン式や電子式が主流で、その形状はペン形といった小型のものが多い。検電部位に接触させる先端部分は金属のほか導電性のゴムも利用される。検電機能を備えたドライバー（ねじ回し）や、筆記具も存在する。高圧電線路用では高所の架空電線路に届くよう長い絶縁棒を取り付け、引っかけやすいように先端をフック状としたものもある。
検電器によって検電を行うにあたっては、事前に検電器の健全性を確認しなければならない。検電器チェッカを利用するか、充電中の機器または線路に接近させ検電機能が正常であることを確認する。特に電子式検電器は内蔵の電池によって動作するため、電池残量が容易に確認できるよう電池テストボタンが備えられている。
検電器がない時代は作業員自らの手によって検電が行われていた。手を軽く握り、対象に手の甲を軽く当てることで帯電中か否か身をもって確認するというものであるが、これは感電を伴う大変危険な行為である。

## 注意事項
- 検電は使用する現場の特性に合わせて選定する必要がある。直流、交流の種別は勿論、使用電圧についても考慮すべきである。また電路状態や作業者と電路の関係によっては検電器が適切に動作しない（充電中であっても動作しない）事があるので検電器のみだけで判断せず電圧計などでも確認することが重要である。
- ネオン式検電器は使用状況によっては感電する恐れがある。指先でネオン式検電器を持った状態で腕などが接地体に接触していると検電器 - 対地間の抵抗が小さくなるためである。